# Optimatoi
Die Optimatoi (altgriechisch Ὀπτιμάτοι, lateinisch Optimates, „die Besten“) entstanden ursprünglich als eine oströmische Truppenkategorie. In der Mitte des 8. Jahrhunderts wurden sie dann zu einer Versorgungs- und Logistikeinheit herabgestuft und einem Thema im nordwestlichen Kleinasien zugeteilt, das nach ihnen benannt wurde. Die administrative Einheit Thema der Optimaten (Griechisch: θέμα Ὀπτιμάτων, Thema Optimatōn) bestand bis zur osmanischen Eroberung des Gebietes in den ersten Dekaden des 14. Jahrhunderts.

## Geschichte
Die Optimates wurden erstmals im späten 6. Jahrhundert (ca. 575) von Kaiser Tiberios I. (Regentschaft 574–582) ausgehoben. Dem Strategikon des Kaisers Maurikios zufolge waren die Optimates ein Elite-Regiment der Foederati, höchstwahrscheinlich gotischen Ursprungs. Sie waren eine Kavallerie-Einheit, wahrscheinlich zwischen ein- und fünftausend Mann stark, die den zentralen Teil der Reservearmee bildeten. Ihr Befehlshaber führte den Titel eines Taxiarchēs. Die Anwesenheit von Nachfahren der Mitglieder dieses Regiments, vom Schriftsteller Theophanes Gothograeci (Griechisch: Γοτθογραῖκοι) genannt, kann in Bithynien noch im frühen 8. Jahrhundert nachgewiesen werden. Zu dieser Zeit betrug die Stärke des Regiments etwa 2000 Mann, was auch der ursprünglichen Stärke entsprochen haben dürfte.

Thema Optimaton zwischen Konstantinopel und den Themata Bukellarion und Opsikion

Mitte des 7. Jahrhunderts wurde während der Herrschaft Konstantins V. im Zuge dessen Versuchs, die Macht der Generäle der Themata nach der Revolte des Artabasdos, des Doux des Thema Opsikion, zu beschneiden, das Regiment degradiert. Der Teil des Themas von Opsikion, in dem sich die Optimaten eingesiedelt hatten, einschließlich der Halbinsel gegenüber von Konstantinopel, beider Ufer des Golfes von Nikomedia bis hin zum Fluss Sangarius im Osten, wurde zum eigenständigen Thema der Optimaten (Griechisch: θέμα Ὀπτιμάτων), Nikomedia sollte seine Hauptstadt sein. Die erste Erwähnung der Optimatoi als ein eigenständiges Thema in den Quellen erfolgte 774/775. Es gilt aber als gesichert, dass das Thema nach der Revolte des Artabasdos gegründet wurde. Zur selben Zeit wurde das einst umfangreiche Opsikische Thema durch die Schaffung des Thema Boukellarion weiter zerstückelt.

Thema Optimaton zwischen Konstantinopel und Bukellarion

Ab diesem Zeitpunkt stellten die Optimatoi, anders als alle anderen Themata, keine Bewaffneten mehr, sondern bildeten eine Einheit von 4000 Maultiertreibern, aus denen der Tross (Touldon) der kaiserlichen Tagmata bestand. Die einzigartige Rolle der Optimatoi unterschied das Thema von allen anderen: ihrer zivilen unterstützenden Funktion war die fehlende Einteilung in Kommando-Ebenen (Tourmai oder Droungoi) geschuldet, was Kaiser Konstantin VII. als Zeichen ihres geringeren Status im Heer ansah. Folgerichtig hielt der Domestikos des Themas den niedrigsten Rang aller Stratēgoi in der kaiserlichen Hierarchie. Wie in den anderen Themata wurden dem Domestikos zur Verwaltung seines Themas ein Vertreter (Topotērētēs), ein leitender Finanzbeamter (Chartoularios) und ein Sekretariat, geführt von einem Prōtokankellarios, zur Seite gestellt.
Die ländlichen Gebiete des Themas wurden von Seldschuken nach der Schlacht von Manzikert geplündert; Nikomedia aber konnte gehalten werden. Das Thema wurde von Kaiser Alexios I Komnenos (r. 1081–1118) unter Zuhilfenahme der Kreuzritter des Ersten Kreuzzugs für das Byzantinische Reich zurückgewonnen. Nach der Plünderung Konstantinopels 1204 wurde das Gebiet dem Lateinischen Kaiserreich zugeschlagen. Das Thema wurde aber von Johannes III. Vatazes rekonstituiert, nachdem er die Region im Jahr 1240 zurückerobert hatte, und bestand bis zur allmählichen Eroberung durch das Osmanische Beylik in der ersten Hälfte des 14. Jahrhunderts.